# Enrico Fagnoni
Enrico Fagnoni (Milano, 6 novembre 1963) è un bassista italiano.

## Biografia
Si diploma giovanissimo all'"Accademia di chitarra classica" di Milano passando poi allo studio del basso elettrico sotto la guida di Patrick Djivas (PFM) e successivamente del contrabbasso. Viene iniziato al jazz e all'improvvisazione libera da Günter Sommer e Barre Phillips.
Nel 1992 sviluppa un metodo per applicare la tecnica della scrittura antonimica alla musica e insieme a OpLePo pubblica l'album Musica Antonimica.

## Discografia

### Collaborazioni
- 1992 - Concerto di Vejo Musica Antonimica
- 2002 - Fête Foreign Fête Again
- 2004 - DiTi Project Aqua, terra, aria, fuoco
- 2009 - Biglietto per l'Inferno Tra l'assurdo e la ragione